# Coluteocarpus reticulatus
Coluteocarpus reticulatus là một loài thực vật có hoa trong họ Cải. Loài này được (Lam. ex Poir.) Boiss. mô tả khoa học đầu tiên năm 1841.